# NK HTP Dubrovnik
Nogometni klub "HTP Dubrovnik" (NK "HTP Dubrovnik"; HTP Dubrovnik; HTP) je bivši nogometni klub iz Dubrovnika, Dubrovačko-neretvanska županija, Republika Hrvatska. 
 
Boje kluba su bile plava i bijela.

## O klubu
NK "HTP Dubrovnik" je službeno osnovan u ožujku 1975. godine kao klub djelatnika Hoteljersko-turističkog poduzeća "Dubrovnik", iako je već počeo igrati ligaška natjecanja. Klub se natjecao u "Međuopćinskoj ligi Dubrovnik – Metković – Korčula – Lastovo" (kasnije "Dalmatinska liga – Južna skupina"), te od sezone 1987./88. u "II. Hrvatskoj ligi – Jug" ("Hrvatskoj ligi – Jug"). 
 
U polusezoni 1990./91. "HTP Dubrovnik" je raspušten i spojen s gradskim drugoligašem "GOŠK-Jug" (koje se od 1992. godine nazivao "Dubrovnik"). 
 
Klub je koristio igralište u "Gospinom polju", kojeg su potom koristili i ostali dubrovački klubovi. 

## Uspjesi
Dalmatinska liga – Jug
- prvak: 1985./86., 1986./87.
- drugoplasirani: 1984./85.

Međuopćinska liga Dubrovnik – Metković – Korčula – Lastovo
- prvak: 1975./76.

## Pregled plasmana po sezonama
| sezona        | rang lige     | liga                                                       | dio           | poz.          | klubova u ligi | ut            | pob           | ner           | por           | gol+          | gol-          | bod           | napomene                                        | izvori        |
| HTP Dubrovnik | HTP Dubrovnik | HTP Dubrovnik                                              | HTP Dubrovnik | HTP Dubrovnik | HTP Dubrovnik  | HTP Dubrovnik | HTP Dubrovnik | HTP Dubrovnik | HTP Dubrovnik | HTP Dubrovnik | HTP Dubrovnik | HTP Dubrovnik | HTP Dubrovnik                                   | HTP Dubrovnik |
| ------------- | ------------- | ---------------------------------------------------------- | ------------- | ------------- | -------------- | ------------- | ------------- | ------------- | ------------- | ------------- | ------------- | ------------- | ----------------------------------------------- | ------------- |
| 1974./75.     | V.            | Međuopćinska liga Dubrovnik – Korčula – Ploče – A skupina  |               | 7.            | 8              | 14            | 2             | 3             | 9             | 27            | 43            | 7             |                                                 |               |
| 1975./76.     | V.            | Međuopćinska liga Dubrovnik – Metković – Korčula – Lastovo |               | 1.            | 12             | 22            | 17            | 2             | 3             | 68            | 20            | 36            |                                                 |               |
| 1976./77.     | V.            | Međuopćinska liga Dubrovnik – Metković – Korčula – Lastovo |               | 12.           | 12             | 22            | 3             | 6             | 13            | 29            | 58            | 12            |                                                 |               |
| 1977./78.     | V.            | Međuopćinska liga Dubrovnik – Metković – Korčula – Lastovo |               | 4.            | 14             | 26            | 12            | 5             | 9             | 47            | 33            | 29            |                                                 |               |
| 1979./80.     | V.            | Međuopćinska liga Dubrovnik – Metković – Korčula – Lastovo |               | 6.            | 14             | 26            | 12            | 7             | 7             | 48            | 28            | 29            |                                                 |               |
| 1980./81.     |               |                                                            |               |               |                |               |               |               |               |               |               |               |                                                 |               |
| 1981./82.     |               |                                                            |               |               |                |               |               |               |               |               |               |               |                                                 |               |
| 1982./83.     |               |                                                            |               |               |                |               |               |               |               |               |               |               |                                                 |               |
| 1983./84.     |               |                                                            |               |               |                |               |               |               |               |               |               |               |                                                 |               |
| 1984./85.     | IV.           | Dalmatinska liga – Jug                                     |               | 2.            | 13             | 24            | 11            | 8             | 5             | 43            | 25            | 30            |                                                 |               |
| 1985./86.     | IV.           | Dalmatinska liga – Jug                                     |               | 1.            | 13             | 24            | 17            | 4             | 3             | 74            | 30            | 38            |                                                 |               |
| 1986./87.     | IV.           | Dalmatinska liga – Jug                                     |               | 1.            | 12             |               |               |               |               | 60            | 17            | 39            |                                                 |               |
| 1987./88.     | IV.           | II. Hrvatska liga – Jug                                    |               | 7.            | 14             | 26            | 10            | 5             | 11            | 40            | 40            | 25            |                                                 |               |
| 1988./89.     | IV.           | II. Hrvatska liga – Jug                                    |               | 9.            | 16             | 30            | 12            | 7 (2)         | 11            | 32            | 32            | 26            |                                                 |               |
| 1989./90.     | IV.           | Hrvatska liga – Jug                                        |               | 11.           | 16             | 30            | 10            | 10 (5)        | 10            | 37            | 38            | 25            |                                                 |               |
| 1990./91.     | IV.           | Hrvatska liga – Jug                                        |               | 16.           | 16             | 15            | 3             | 4             | 8             | 12            | 24            | 10            | odustali u polusezoni spojili se s "GOŠK_Jugom" |               |
|               |               |                                                            |               |               |                |               |               |               |               |               |               |               |                                                 |               |
|               |               |                                                            |               |               |                |               |               |               |               |               |               |               |                                                 |               |

## Vanjske poveznice
- (engl.) [neaktivna poveznica], pristupljeno 19. veljače 2021.